# Торткуль (Мактааральский район)
Торткуль (каз. Төрткүл, до 2008 г. — 40 лет Октября) — село в Мактааральском районе Туркестанской области Казахстана. Входит в состав сельского округа Аязхана Калыбекова. Код КАТО — 514483400.

## Население
В 1999 году население села составляло 911 человек (441 мужчина и 470 женщин). По данным переписи 2009 года, в селе проживал 1031 человек (525 мужчин и 506 женщин).

## Известные уроженцы
- Алибекова, Карачач (1895—1960) — Герой Социалистического Труда.